# Campionati europei di nuoto 1970
La XII edizione dei campionati europei di nuoto si è svolta Barcellona dal 5 al 13 settembre 1970.
Il programma della manifestazione è stato sensibilmente ampliato rispetto al passato: sono state introdotte, infatti, le gare dei 200 metri per tutti gli stili del nuoto, e gli 800 metri stile libero femminili, facendo salire il numero complessivo dei titoli assegnati a 34.
La rassegna è stata dominata dalla Germania Orientale, che ha conquistato da sola un terzo delle medaglie in palio. Tra i primati mondiali stabiliti spiccano quelli di Roland Matthes: 56"9 in prima frazione di staffetta mista e 2'06"1 nei 200 m dorso stabiliti in batteria.

## Medagliere
| Posizione | Paese            |    |    |    | Totale |
| --------- | ---------------- | -- | -- | -- | ------ |
| 1         | Germania Est     | 16 | 9  | 9  | 34     |
| 2         | Unione Sovietica | 6  | 4  | 8  | 18     |
| 3         | Germania Ovest   | 4  | 6  | 4  | 14     |
| 4         | Svezia           | 3  | 2  | 2  | 7      |
| 5         | Ungheria         | 2  | 3  | 0  | 5      |
| 6         | Italia           | 1  | 2  | 2  | 5      |
| 7         | Francia          | 1  | 2  | 0  | 3      |
| 8         | Cecoslovacchia   | 1  | 0  | 0  | 1      |
| 9         | Jugoslavia       | 0  | 3  | 1  | 4      |
| 10        | Spagna           | 0  | 2  | 2  | 4      |
| 11        | Paesi Bassi      | 0  | 1  | 2  | 3      |
| 12        | Regno Unito      | 0  | 0  | 4  | 4      |
| Totale    | Totale           | 34 | 34 | 34 | 102    |

## Nuoto

### Uomini
M = primato mondiale
| Evento               | Oro                                                                          | Perform. | Argento                                                                           | Perform. | Bronzo                                                                      | Perform. |
| Stile libero         |                                                                              |          |                                                                                   |          |                                                                             |          |
| 100 m                | Michel Rousseau                                                              | 52"9     | Roland Matthes                                                                    | 53"5     | Georgij Kulikov                                                             | 53"7     |
| 200 m                | Hans Fassnacht                                                               | 1'55"2   | Gunnar Larsson                                                                    | 1'55"7   | Georgij Kulikov                                                             | 1'56"6   |
| 400 m                | Gunnar Larsson                                                               | 4'02"6 M | Hans Fassnacht                                                                    | 4'03"0   | Santiago Esteva                                                             | 4'08"3   |
| 1500 m               | Hans Fassnacht                                                               | 16'19"9  | Werner Lampe                                                                      | 16'25"6  | Santiago Esteva                                                             | 16'35"7  |
| Dorso                |                                                                              |          |                                                                                   |          |                                                                             |          |
| 100 m                | Roland Matthes                                                               | 58"9     | Santiago Esteva                                                                   | 59"9     | Bob Schousten                                                               | 1'00"4   |
| 200 m                | Roland Matthes                                                               | 2'08"8   | Santiago Esteva                                                                   | 2'09"7   | Volker Werner                                                               | 2'11"5   |
| Rana                 |                                                                              |          |                                                                                   |          |                                                                             |          |
| 100 m                | Nikolaj Pankin                                                               | 1'06"8   | Roger-Philippe Menu                                                               | 1'07"8   | Rolf Klees                                                                  | 1'08"1   |
| 200 m                | Klaus Katzur                                                                 | 2'26"0   | Nikolaj Pankin                                                                    | 2'26"1   | Walter Kusch                                                                | 2'28"2   |
| Delfino              |                                                                              |          |                                                                                   |          |                                                                             |          |
| 100 m                | Hans Lampe                                                                   | 57"5     | Udo Poser                                                                         | 57"9     | Vladimir Nemšilov                                                           | 58"0     |
| 200 m                | Udo Poser                                                                    | 2'08"0   | Folkert Meeuw                                                                     | 2'08"2   | Hartmut Flöckner                                                            | 2'09"6   |
| Misti                |                                                                              |          |                                                                                   |          |                                                                             |          |
| 200 m                | Gunnar Larsson                                                               | 2'09"3 M | Matthias Pechmann                                                                 | 2'13"6   | Hans Ljungberg                                                              | 2'14"3   |
| 400 m                | Gunnar Larsson                                                               | 4'36"2   | Hans Fassnacht                                                                    | 4'36"9   | Matthias Pechmann                                                           | 4'40"6   |
| Staffette            |                                                                              |          |                                                                                   |          |                                                                             |          |
| 4×100 m stile libero | Unione Sovietica Vladimir Bure Viktor Mazanov Georgij Kulikov Leonid Ilichev | 3'32"3   | Germania Ovest Gerhard Schiller Rainer Jacob Folkert Meeuw Hans Fassnacht         | 3'34"1   | Germania Est Roland Matthes Lutz Unger Frank Seebald Udo Poser              | 3'34"6   |
| 4×200 m stile libero | Germania Ovest Werner Lampe Olaf von Schilling Folkert Meeuw Hans Fassnacht  | 7'49"5   | Unione Sovietica Georgij Kulikov Ahmed Anarbaiev Aleksandr Samsonov Vladimir Bure | 7'52"8   | Germania Est Lutz Unger Wilfred Hartung Roland Matthes Udo Poser            | 7'54"5   |
| 4×100 m misti        | Germania Est Roland Matthes Klaus Katzur Udo Poser Lutz Unger                | 3'54"4 M | Francia Jean Berjeau Roger Menu Alain Mosconi Michel Rousseau                     | 3'57"6   | Unione Sovietica Viktor Krasko Nicolay Pankin Viktor Sharigin Vladimir Bure | 3'58"0   |

### Donne
M = primato mondiale
| Evento               | Oro                                                                               | Perform. | Argento                                                                                      | Perform. | Bronzo                                                                     | Perform. |
| Stile libero         |                                                                                   |          |                                                                                              |          |                                                                            |          |
| 100 m                | Gabriele Wetzko                                                                   | 59"6     | Mirjana Šegrt                                                                                | 1'00"8   | Alex Jackson                                                               | 1'00"8   |
| 200 m                | Gabriele Wetzko                                                                   | 2'08"2   | Mirjana Šegrt                                                                                | 2'11"9   | Yvonne Nieber                                                              | 2'12"8   |
| 400 m                | Elke Sehmisch                                                                     | 4'32"9   | Gunilla Jonsson                                                                              | 4'36"8   | Karin Tülling                                                              | 4'38"0   |
| 800 m                | Karin Neugebauer                                                                  | 9'29"1   | Linda de Boer                                                                                | 9'35"7   | Novella Calligaris                                                         | 9'38"8   |
| Dorso                |                                                                                   |          |                                                                                              |          |                                                                            |          |
| 100 m                | Tinatin Lekveišvili                                                               | 1'07"8   | Andrea Gyarmati                                                                              | 1'07"9   | Cobie Buter                                                                | 1'08"5   |
| 200 m                | Andrea Gyarmati                                                                   | 2'25"5   | Barbara Hofmeister                                                                           | 2'26"6   | Tinatin Lekveišvili                                                        | 2'27"1   |
| Rana                 |                                                                                   |          |                                                                                              |          |                                                                            |          |
| 100 m                | Galina Stepanova                                                                  | 1'15"6   | Uta Frommater                                                                                | 1'16"9   | Alla Grebennikova                                                          | 1'16"9   |
| 200 m                | Galina Stepanova                                                                  | 2'40"7   | Alla Grebennikova                                                                            | 2'43"5   | Dorothy Harrison                                                           | 2'45"6   |
| Delfino              |                                                                                   |          |                                                                                              |          |                                                                            |          |
| 100 m                | Andrea Gyarmati                                                                   | 1'05"0   | Helga Lindner                                                                                | 1'05"6   | Edeltraut Koch                                                             | 1'05"8   |
| 200 m                | Helga Lindner                                                                     | 2'20"2   | Mirjana Šegrt                                                                                | 2'24"5   | Evelyn Stolze                                                              | 2'25"6   |
| Misti                |                                                                                   |          |                                                                                              |          |                                                                            |          |
| 200 m                | Martina Grunert                                                                   | 2'26"6   | Evelyn Stolze                                                                                | 2'29"3   | Shelagh Ratcliffe                                                          | 2'29"6   |
| 400 m                | Evelyn Stolze                                                                     | 5'07"0   | Brigitte Schuchardt                                                                          | 5'18"3   | Shelagh Ratcliffe                                                          | 5'19"6   |
| Staffette            |                                                                                   |          |                                                                                              |          |                                                                            |          |
| 4×100 m stile libero | Germania Est Gabriele Wetzko Iris Komar Elke Sehmisch Sabina Schulze              | 4'00"8 M | Ungheria Andrea Gyarmati Judit Turóczy Edit Kovács Magdolna Patoh                            | 4'02"7   | Svezia Elisabeth Berlund Eva Andersson Anita Zarnowiecki Gunilla Jonsson   | 4'07"4   |
| 4×100 m misti        | Germania Est Barbara Hofmeister Brigitte Schuchardt Helga Lindner Gabriele Wetzko | 4'30"1   | Unione Sovietica Tinatin Lekveišvili Galina Stepanova Valentina Tutaieva Tatiana Solotnikaia | 4'31"3   | Germania Ovest Angelika Kraus Uta Frommater Heike Nagel Heidemarie Reineck | 4'33"4   |

## Tuffi

### Uomini
| Evento          | Oro              | Perform. | Argento       | Perform. | Bronzo           | Perform. |
| Trampolino 3m   | Giorgio Cagnotto | 555.21   | Klaus Dibiasi | 534.72   | Vladimir Vasin   | 529.80   |
| Piattaforma 10m | Lothar Matthes   | 454.74   | Klaus Dibiasi | 444.18   | Giorgio Cagnotto | 435.36   |

### Donne
| Evento          | Oro            | Perform. | Argento        | Perform. | Bronzo          | Perform. |
| Trampolino 3m   | Heidi Becker   | 420.63   | Marina Janicke | 407.22   | Tamara Safonova | 405.60   |
| Piattaforma 10m | Milena Dučková | 336.33   | Marina Janicke | 329.85   | Sylvia Fiedler  | 322.26   |

## Pallanuoto
| Evento          | Oro              | Argento  | Bronzo     |
| Torneo maschile | Unione Sovietica | Ungheria | Jugoslavia |

## Trofeo dei campionati
- Coppa Europa (maschile)

| Posizione | Paese            | Punti |
| 1         | Germania Est     | 168   |
| 2         | Unione Sovietica | 142   |
| 3         | Germania Ovest   | 141   |
| 4         | Francia          | 64    |
| 5         | Svezia           | 59    |
| 6         | Italia           | 41    |
| 7         | Spagna           | 34    |
| 8         | Ungheria         | 20    |
| 9         | Paesi Bassi      | 14    |
| 10        | Jugoslavia       | 10    |
| 11        | Norvegia         | 5     |
| 12        | Regno Unito      | 2     |
| 12        | Romania          | 2     |
| 12        | Danimarca        | 2     |

- Coppa Bredius (femminile)

| Posizione | Paese            | Punti |
| 1         | Germania Est     | 230   |
| 2         | Unione Sovietica | 101   |
| 3         | Ungheria         | 55    |
| 4         | Regno Unito      | 40    |
| 5         | Germania Ovest   | 33    |
| 6         | Svezia           | 30    |
| 7         | Paesi Bassi      | 20    |
| 7         | Jugoslavia       | 20    |
| 9         | Cecoslovacchia   | 16    |
| 10        | Italia           | 7     |
| 11        | Francia          | 3     |
| 12        | Spagna           | 2     |
| 13        | Austria          | 1     |